# Condado de Wood (Texas)
O Condado de Wood é um dos 254 condados do estado norte-americano do Texas. A sede do condado é Quitman, e sua maior cidade é Quitman.
O condado possui uma área de 1 802 km² (dos quais 118 km² estão cobertos por água), uma população de 36 752 habitantes, e uma densidade populacional de 22 hab/km² (segundo o censo nacional de 2000).
O condado foi criado em 1850.